# 杂色珀希蛛
杂色珀希蛛（学名：Poeciloneta variegata）为皿蛛科珀希蛛属的动物。分布于古北区以及中国大陆的新疆等地，一般生活于草丛。其生存的海拔范围为1250至820米。该物种的模式产地在欧洲。